# Rhodothyrsus macrophyllus
Rhodothyrsus macrophyllus là một loài thực vật có hoa trong họ Đại kích. Loài này được (Ducke) Esser miêu tả khoa học đầu tiên năm 1999.